# 海退

地質橫剖面顯示在海退和海進時，岩相的移動

海退是一種地質事件，在此期間，海平面相對於陸地下降，海底區域暴露在海平面以上。海退通常形成地层的海退序列，沉积物由下至上由细变粗或由碳酸盐岩变为碎屑岩，海相沉积逐渐演变成海陆交互相沉积和陆相沉积。
海退被認為導致或促成了幾次大規模滅絕，在地球歷史上最大的滅絕事件二疊紀-三疊紀滅絕事件期間，全球海平面下降了250米。在更新世冰期期間，海洋海退和冰川期之間存在著明顯的相關性。隨著全球冰層和水圈之間的平衡發生變化，地球冰層中的水越多，海洋中的水就越少。在18000年前的最後一個冰河時代的高峰時期，全球海平面比今天低120到130米。大約600萬年前的一次小冰期與海退以及地中海盆地墨西拿鹽度危機的開始有關。
海退可能與泛大陸的形成有關，所有主要陸塊聚集成一個整體可能會促進海退，因為隨著各大洲的合併，海盆會略微擴大。然而，這一原因不可能適用於所有甚至許多其他情况。目前尚未對主要海洋海退有明確的解釋。根據一種假設，海退可能與海底擴張放緩有關，因為大洋中脊將佔用更少的空間。